# قولون صاعد
قولون صاعد يبدأ من وصوله إلى الجهة السفلية للجزء الأيمن من الكبد ومن هناك يتصل مع القولون المستعرض مكونًا ثنية كبدية للقولون.

## صور

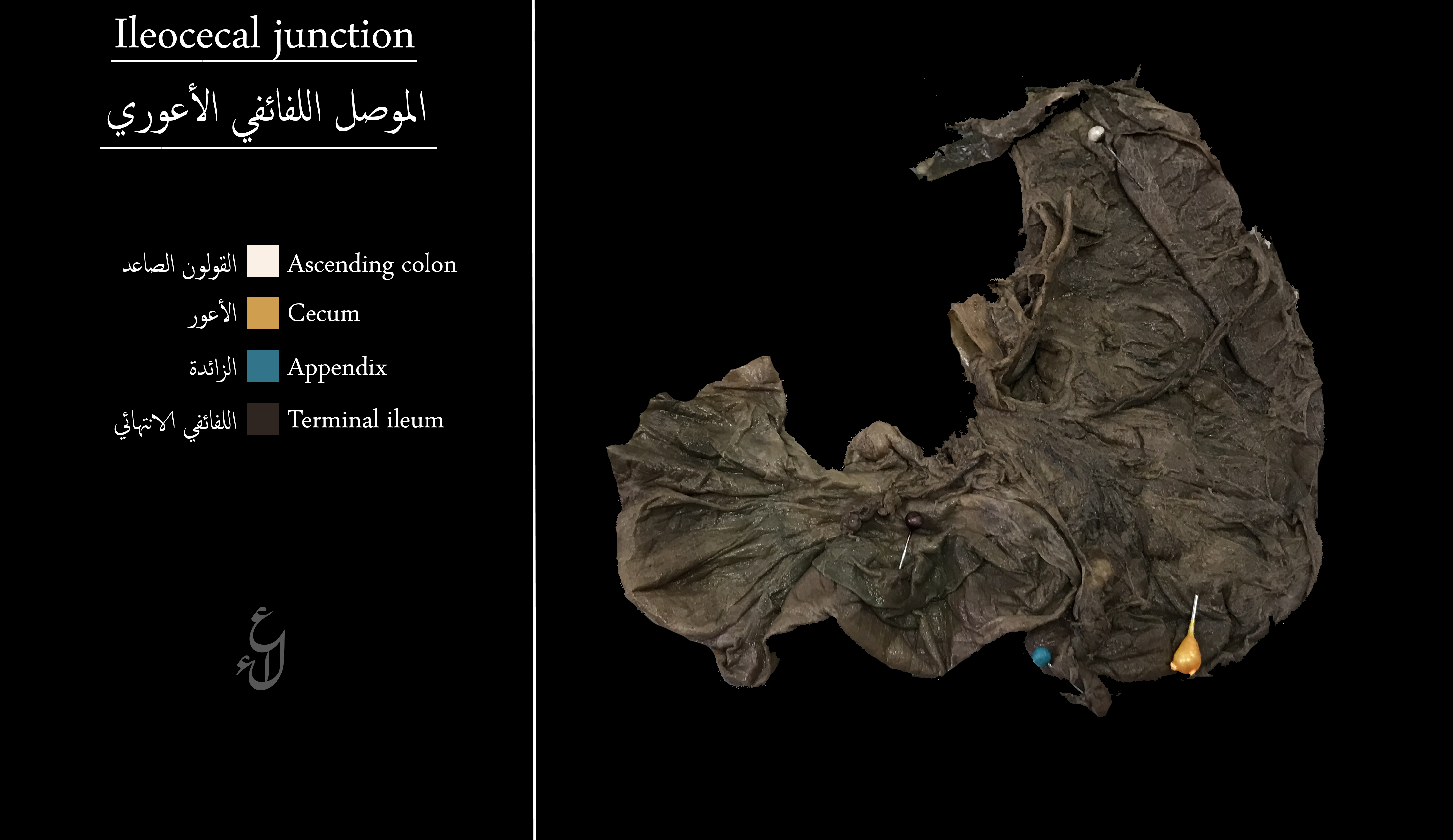
الموصل اللفائفي الأعوري (يظهر القولون الصاعد باللون الأبيض)
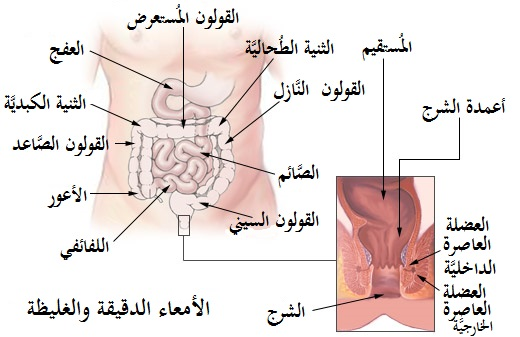
Intestines
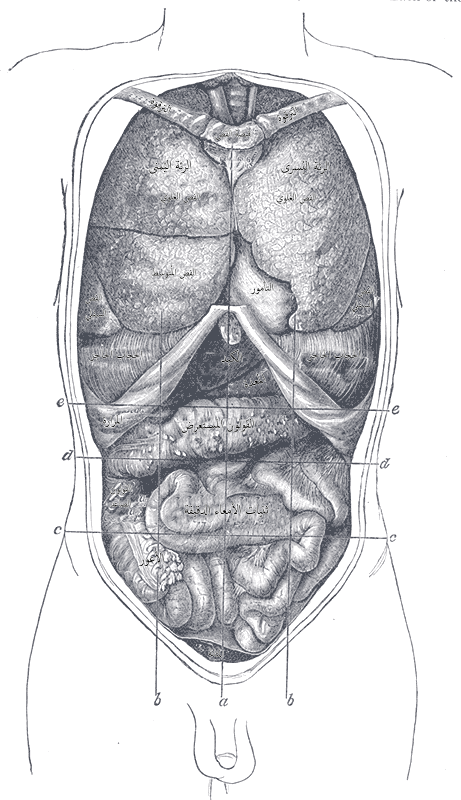
Front view of the thoracic and abdominal viscera.
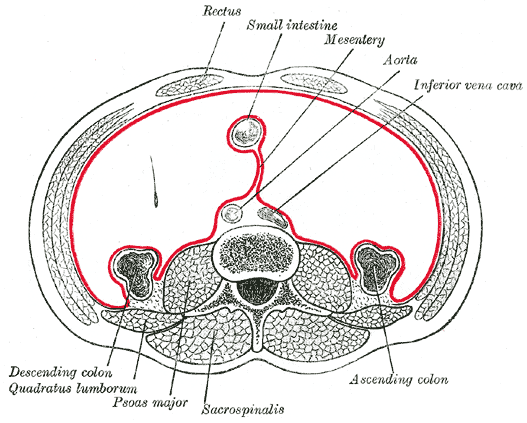
Horizontal disposition of the peritoneum in the lower part of the abdomen.
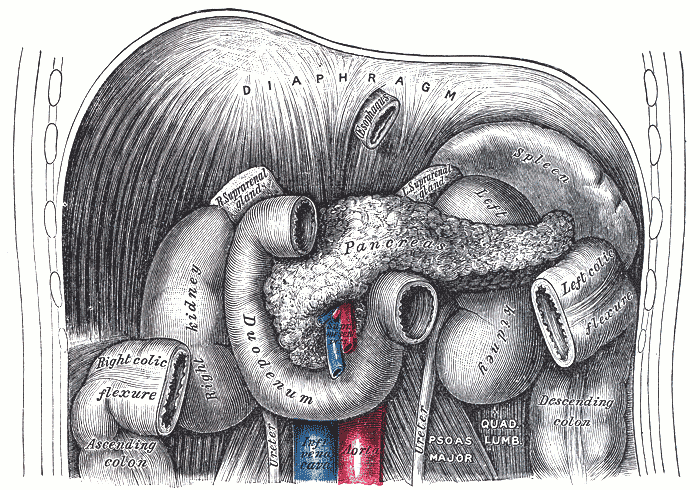
The duodenum and pancreas.
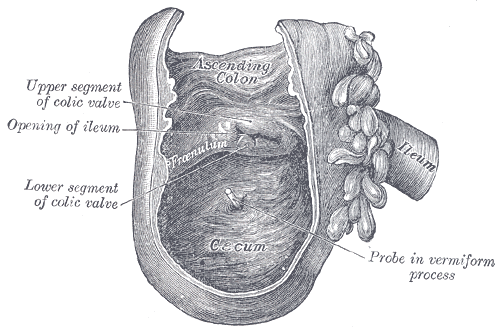
Interior of the cecum and lower end of ascending colon, showing colic valve.
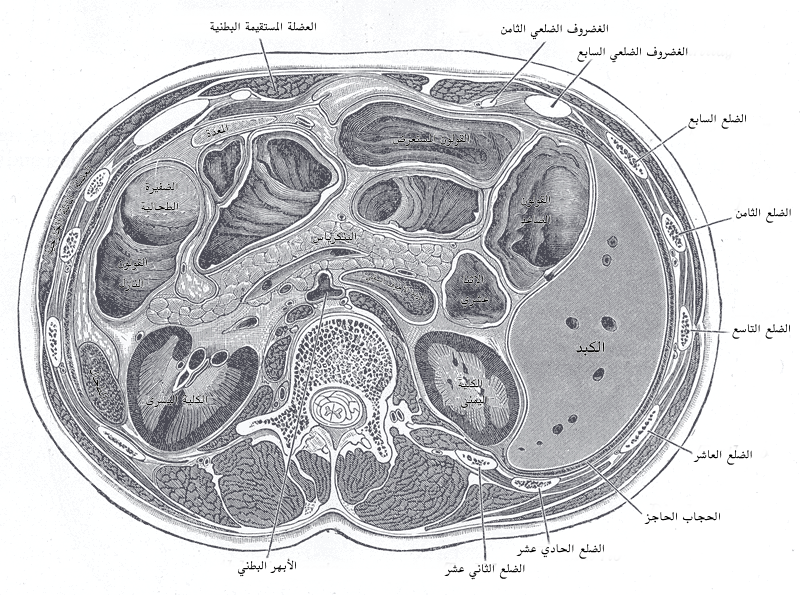
Transverse section through the middle of the first lumbar vertebra, showing the relations of the pancreas.
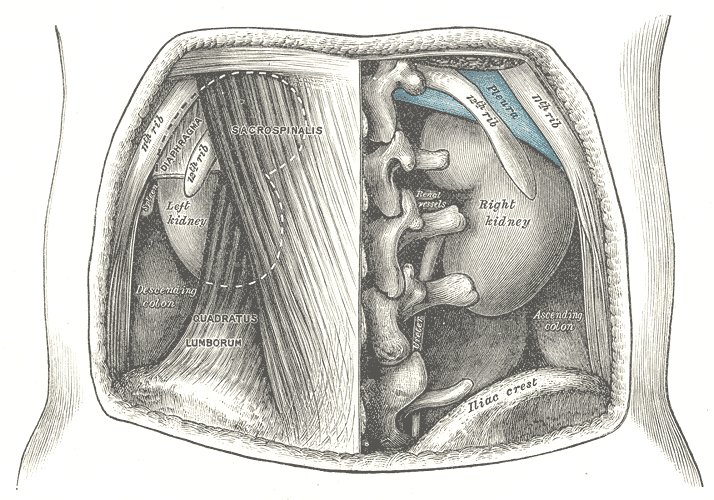
The relations of the kidneys from behind.
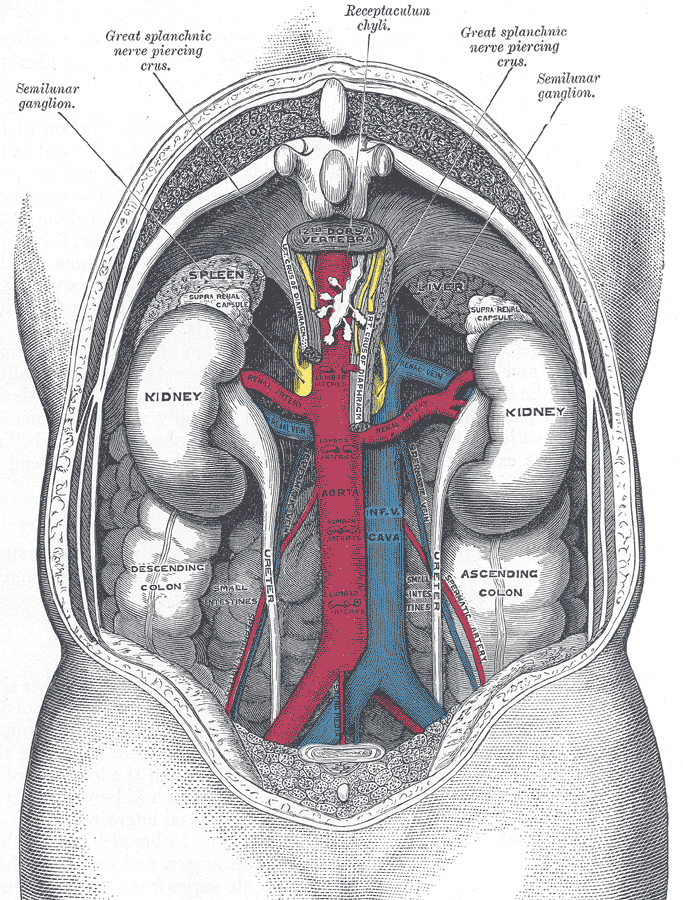
جهاز الهضم